# 亞瑟廳
亞瑟廳（Usher Hall）是位於蘇格蘭愛丁堡西部的Lothian Road的一個音樂廳。亞夏廳自1914年竣工以來已經舉辦過眾多音樂會和大型活動，如愛丁堡國際藝術節、愛丁堡國際藝穗節等，可以容納約2,200人。亞瑟廳的名字來自於其捐助者安德魯·亞瑟。現在亞瑟廳是蘇格蘭A級保護建築。

## 外部連結
- Usher Hall （页面存档备份，存于）